# Павлиноглазка рыжая
Павлиноглазка рыжая или ночной павлиний глаз рыжий (лат. Aglia tau) — евро-азиатский вид павлиноглазок из подсемейства Agliinae. На каждом крыле имеется большой фиолетовый глазок, в центре которого расположен белый рисунок в виде греческой буквы t — тау — отсюда латинское название вида.

## Описание
Длина переднего крыла — 30—39 мм. Размах крыльев самцов 50—55 мм, а самок — 65—80 мм. Самки крупнее самцов. Тело вальковатое, густо опушенное. Крылья однотонные с тёмной краевой каймой. Основной фон крыльев — оранжево-коричневый, красно-рыжий или бледно-коричневый. Каждое крыло несет крупное дискоидное «глазчатое» пятно. Глазчатые пятна полностью покрыты цветными чешуйками, непрозрачные. Глазчатые пятна на обеих парах крыльях овальной формы, на задних крыльях заметно крупнее, чем на передних. Анальный угол задних крыльев округлый, без хвостиков. Посредине каждого крыла находится крупное глазчатое пятно белого цвета, окруженное сине-фиолетовым и черным кольцами. Эти пятна на передних и задних крыльях примерно равного размера, в отличие от близкого вида — Aglia japonica. Усики самцов — гребенчатые.

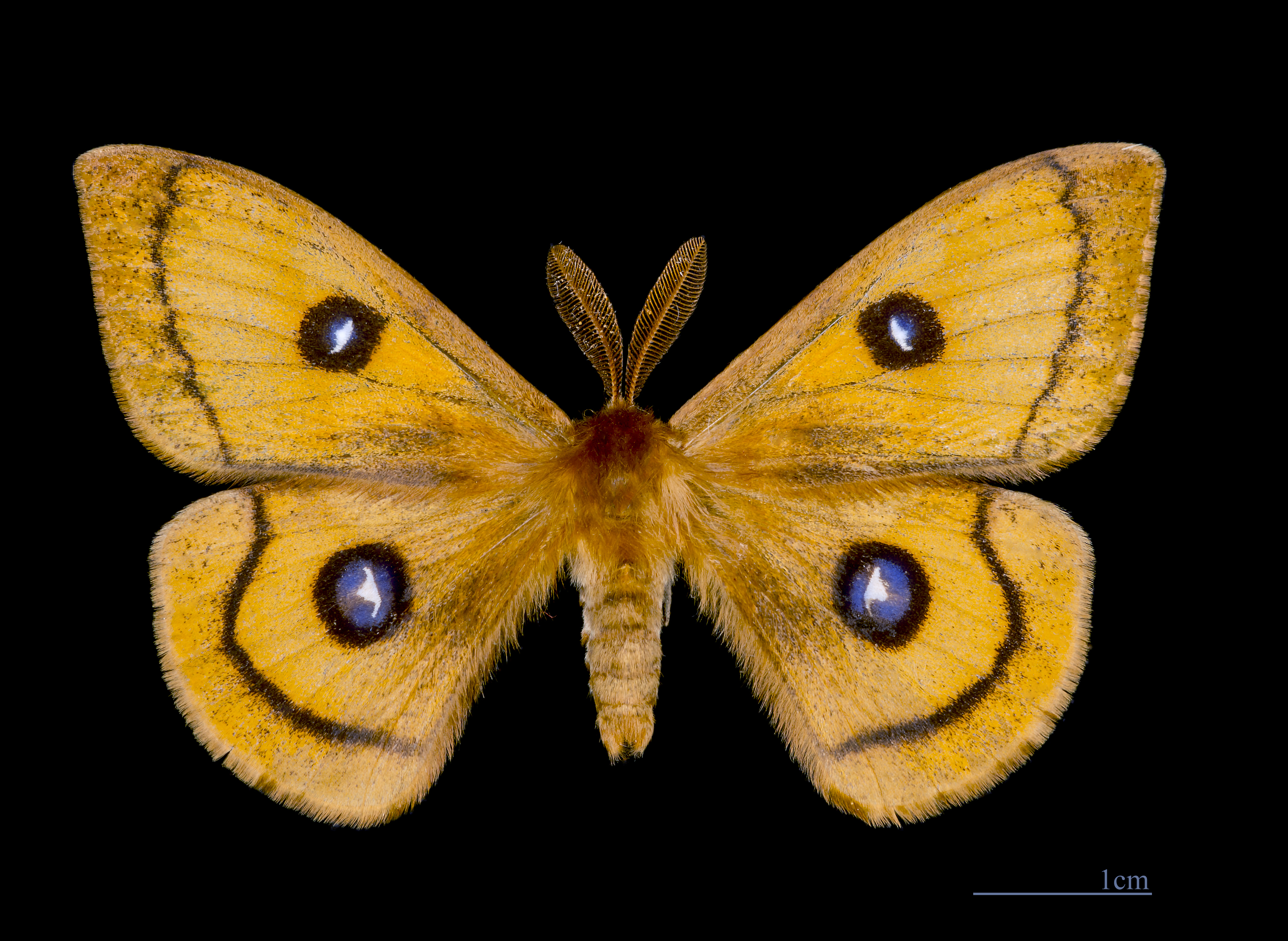
♂
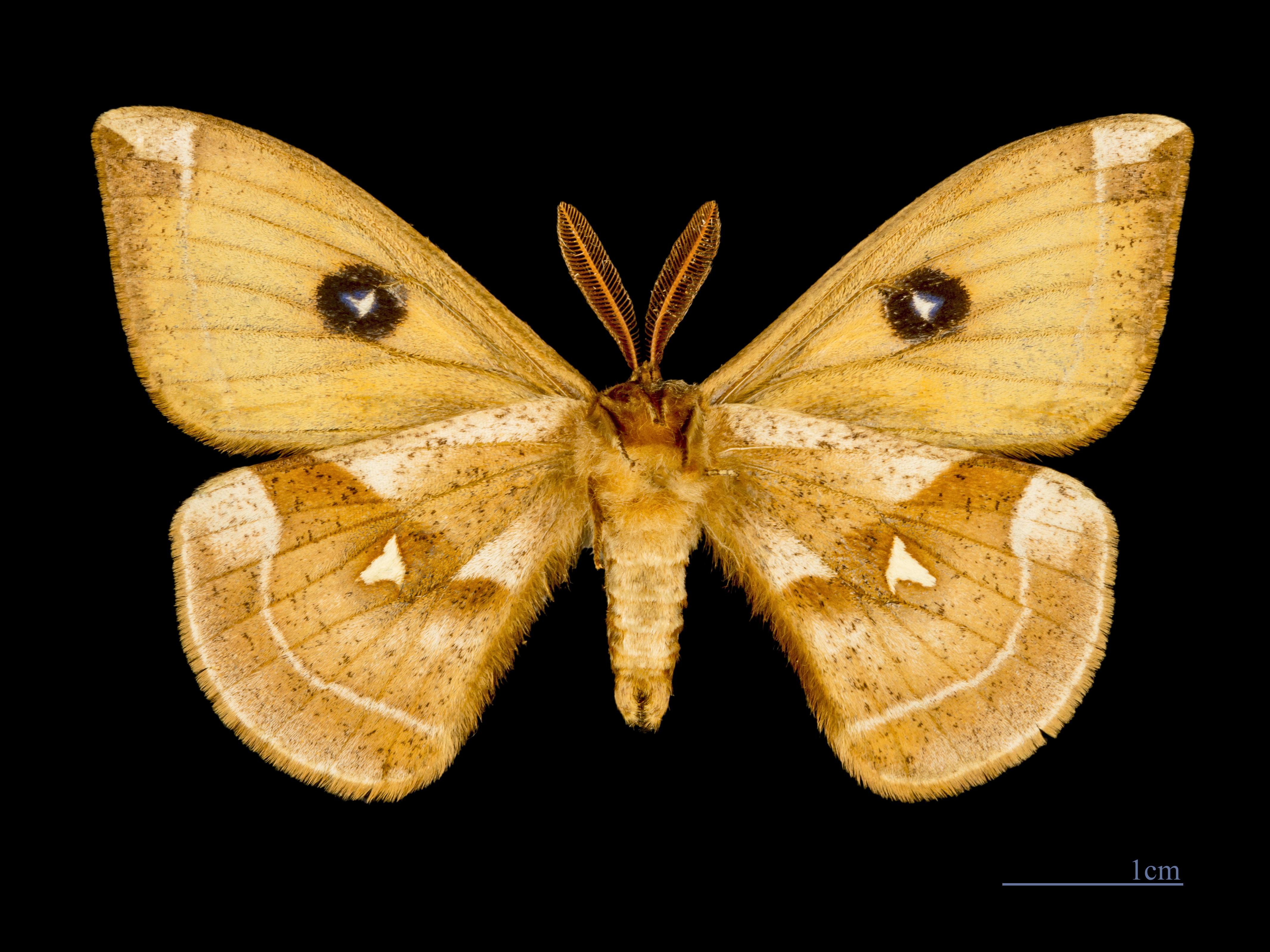
♂ △
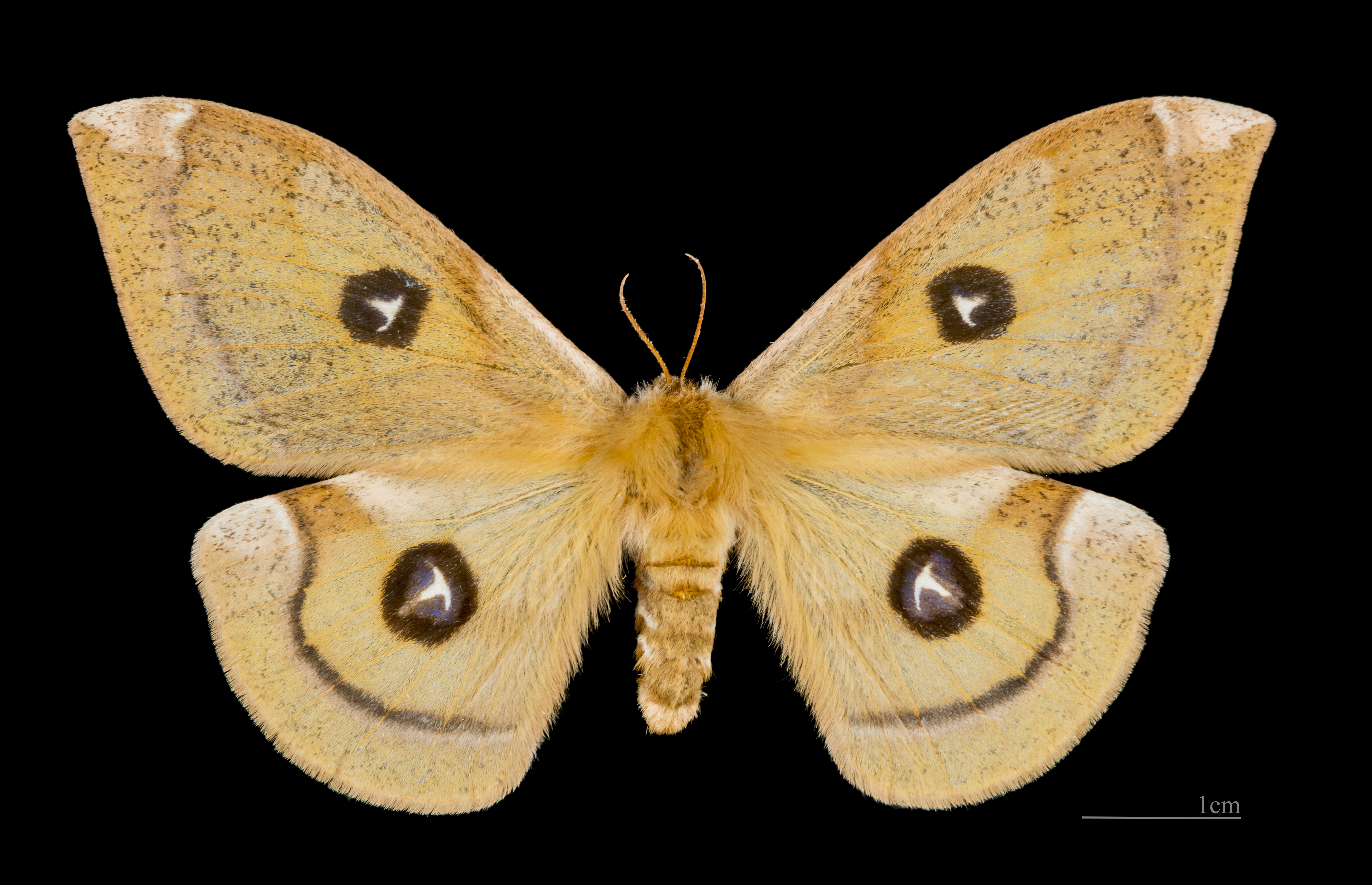
♀
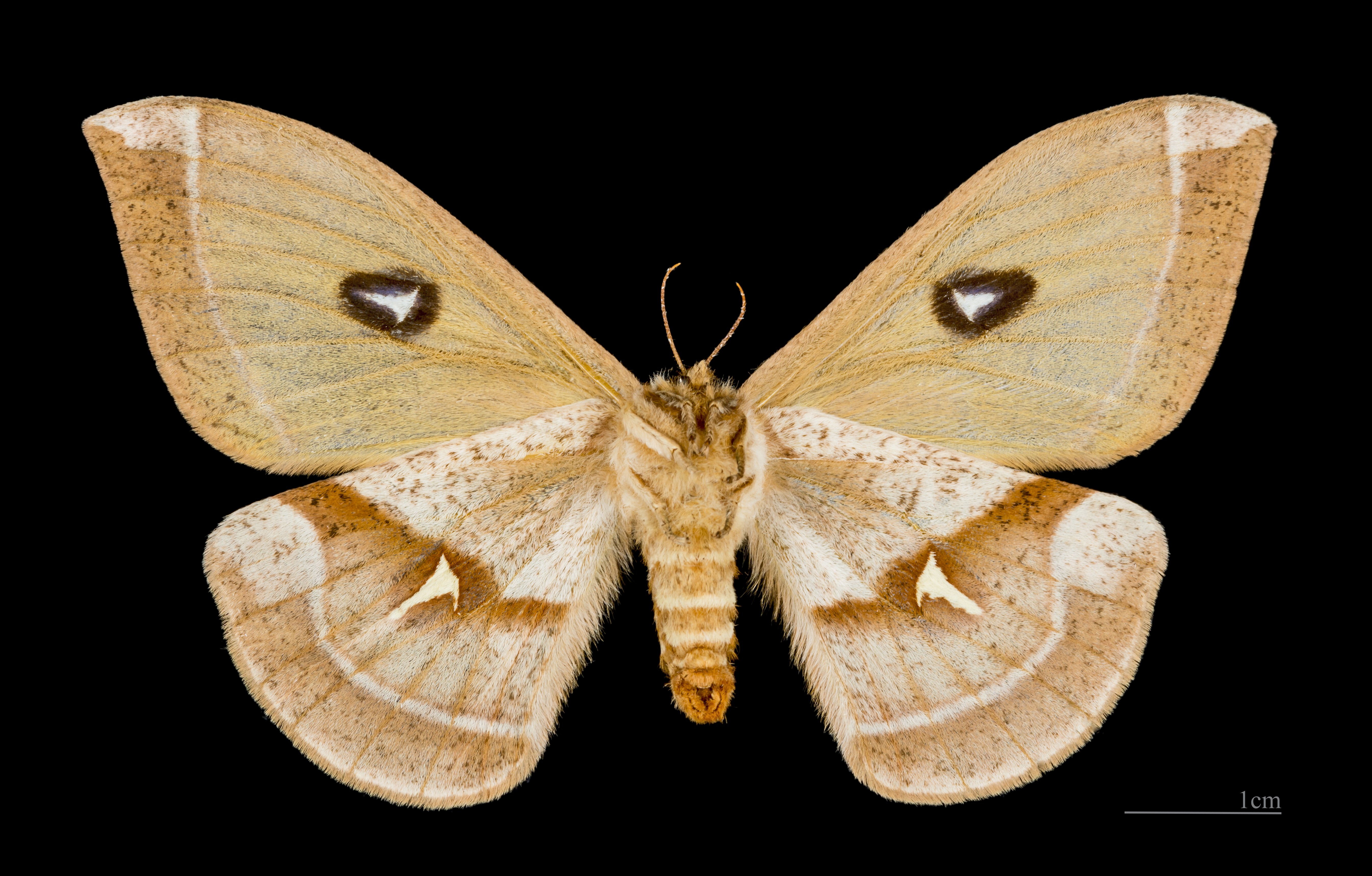
♀ △

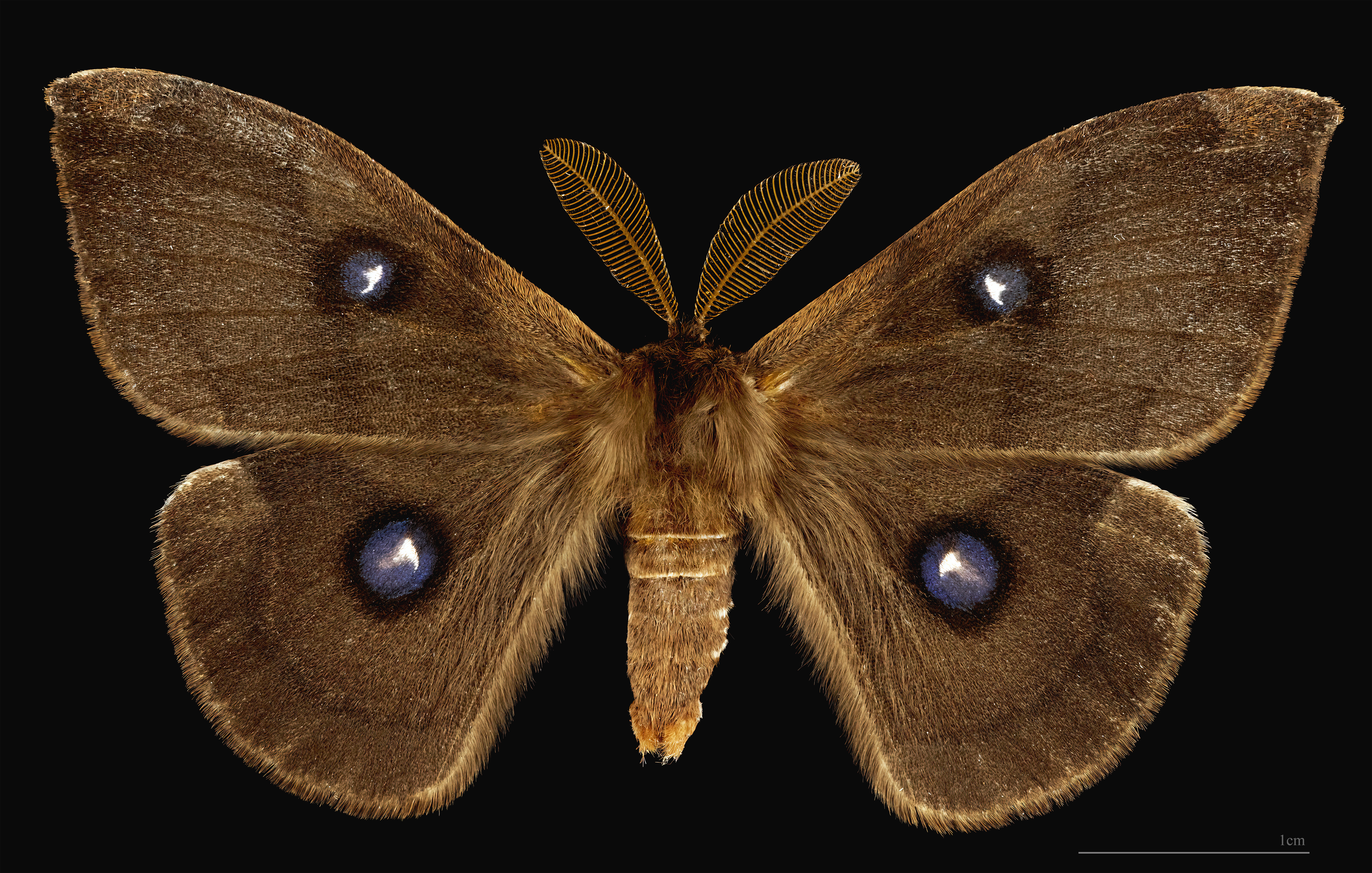
♂
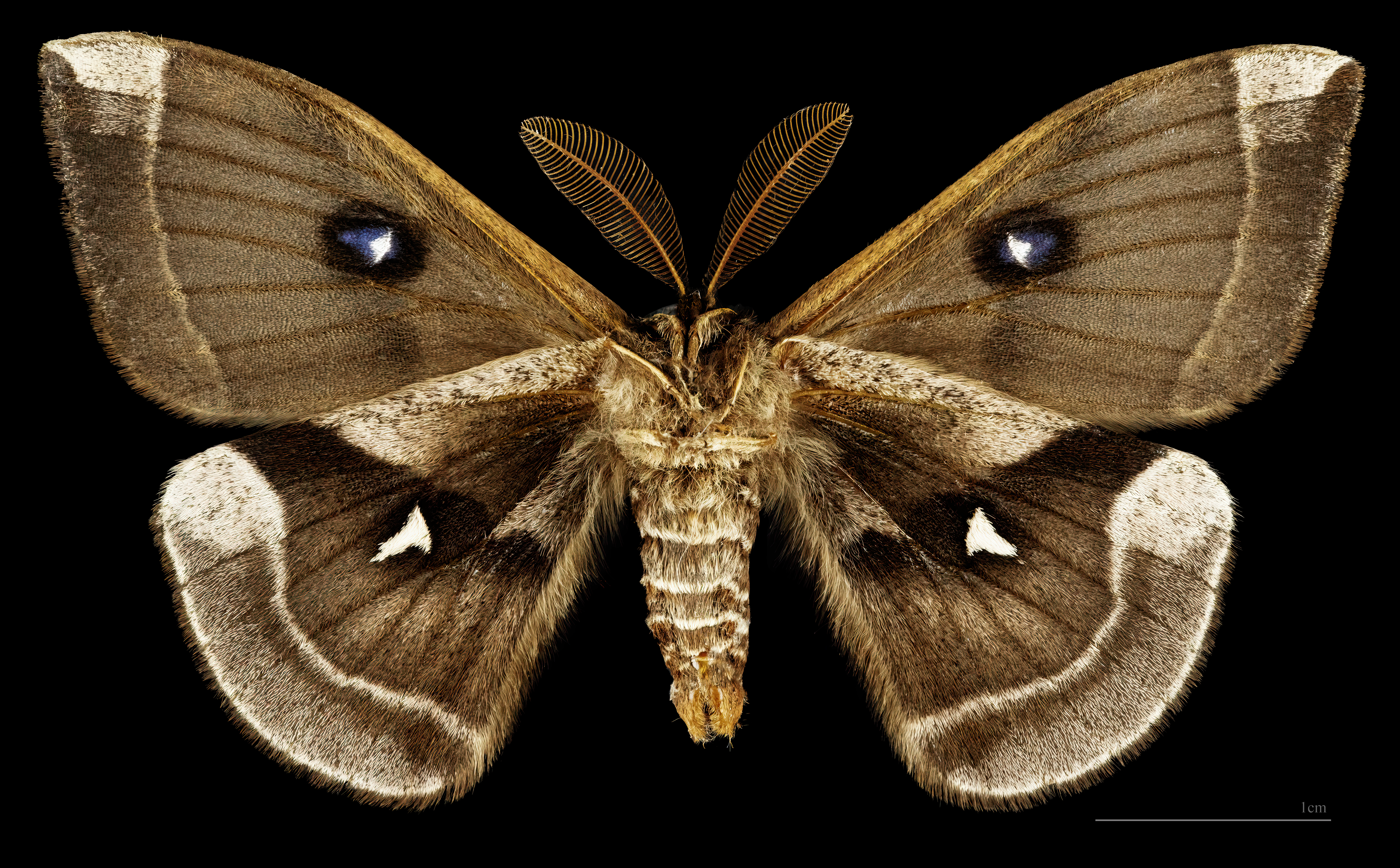
♂ △
♀
♀ △

Aglia tau
Aglia tau f. melaina

## Распространение
Европа, Европейская часть России, Сибирь, Приамурье, Приморье, Восточная Азия. Северная граница ареала проходит по 62 град. северной широты. Вид отсутствует на Британских островах. В Японии, на юге Сахалина и Южных Курилах обитает близкий вид — Aglia japonica Leech, 1889, отличающийся крупными глазчатыми пятнами на задних крыльях и заметно более мелкими глазчатыми пятнами на передних.

## Биология
Населяет разреженные смешанные и мелколиственные леса, пойменные дубравы, лиственные леса порослевого происхождения. Бабочка встречается локально. Развивается в одном поколении. Время лёта с апреля до середины июня. Однако, очень редко можно встретить свежих бабочек также и в августе.
Самки малоактивны, большую часть жизни проводят сидя на растениях. Самцы активны в поисках самок не только в тёмное время суток, но и днём, отыскивают их с помощью феромонов. Бабочки имеют рудиментарный хоботок и не питаются.
Стадия гусеницы с мая до начала августа. Гусеница первых возрастов с сдвоенными рожками на спине. После третьей линьки они исчезают. Взрослая гусеница зеленая, боковая полоса и кольцо за головой жёлтые, дыхальца красные. Молодые гусеницы живут группами, позднее ведут одиночный образ жизни. Зимует куколка в буром грушевидном коконе.
Кормовые растения гусеницы: дуб, тёрн, берёза (Betula), ольха чёрная (Alnus glutinosa), ольха серая (Alnus incana), бук, ива козья (Salix caprea), рябина обыкновенная (Sorbus aucuparia) и липа мелколистная (Tilia cordata), яблоня.

## Подвиды и формы
- Подвид: Aglia tau amurensis Jordan, 1911
- Подвид: Aglia tau tau (Linnaeus, 1758)
- Форма: Aglia tau ab. ferenigra Th.
- Форма: Aglia tau ab. melaina Gross

## Замечания по охране
Вид занесен в Красную книгу Украины. Численность незначительная, в некоторые благоприятные годы локально обычный вид. Причины уменьшения численности: сокращение площадей буковых и грабовых лесов, обработка их пестицидами.

## Галерея

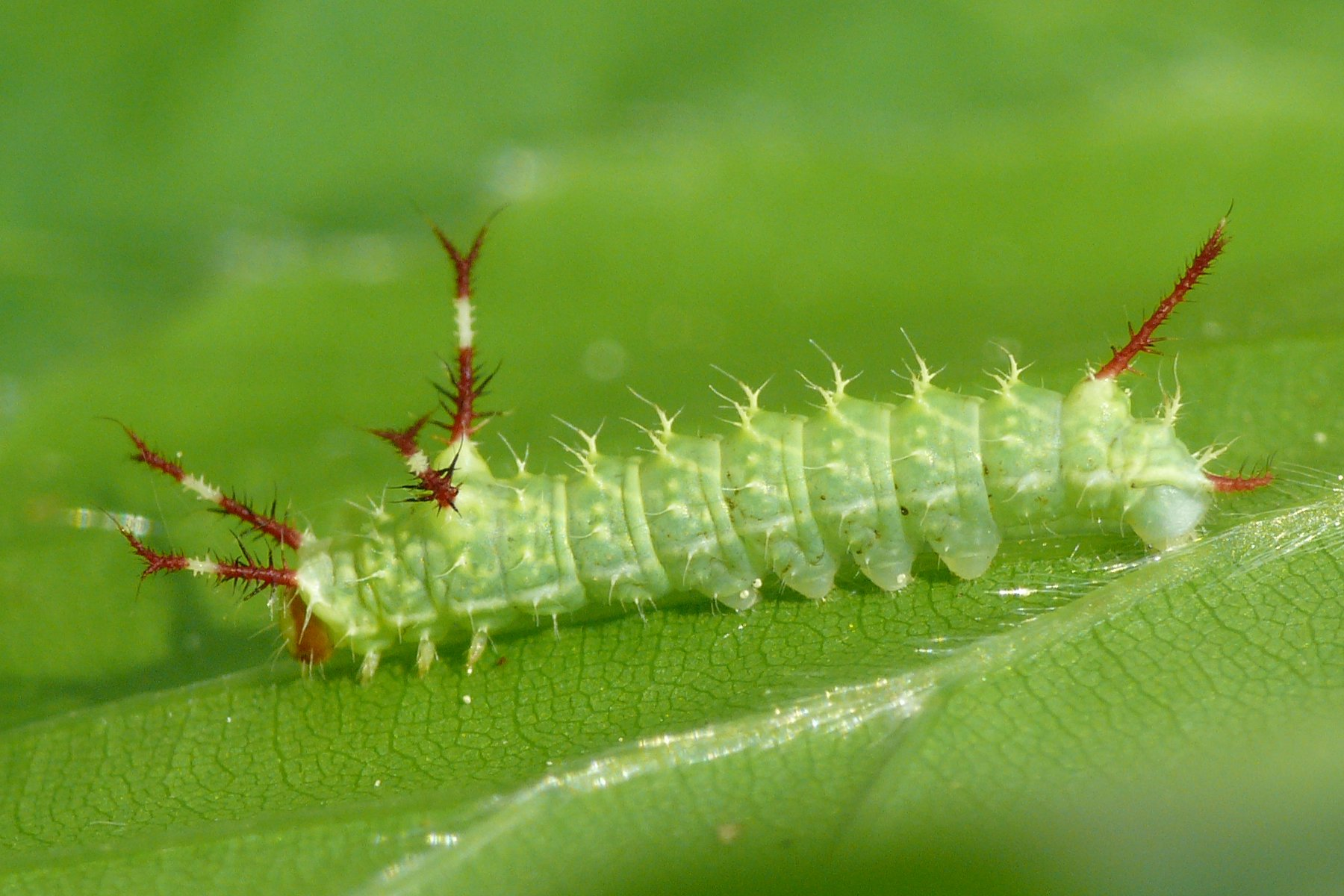
Молодая гусеница
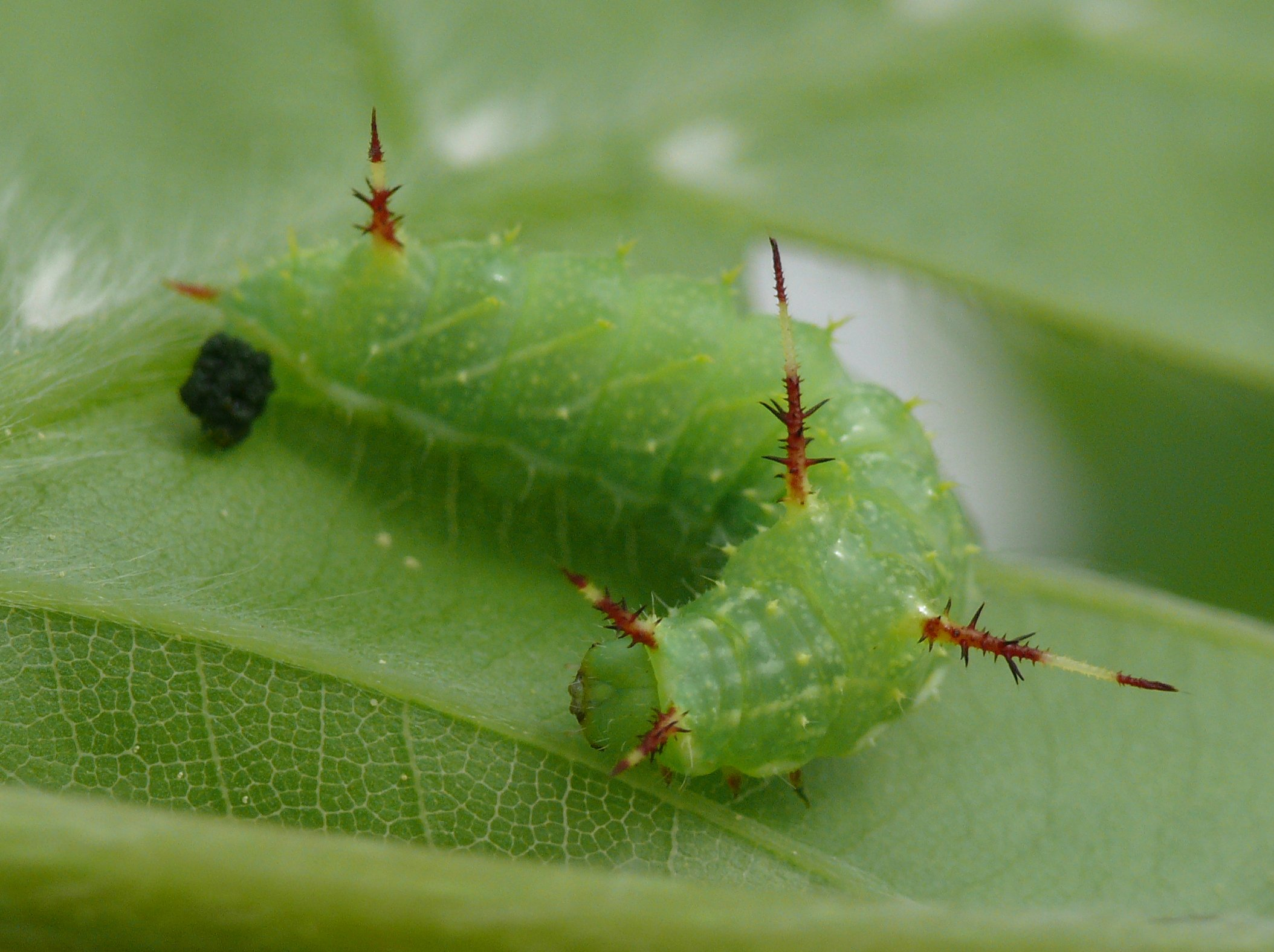
Гусеница среднего возраста
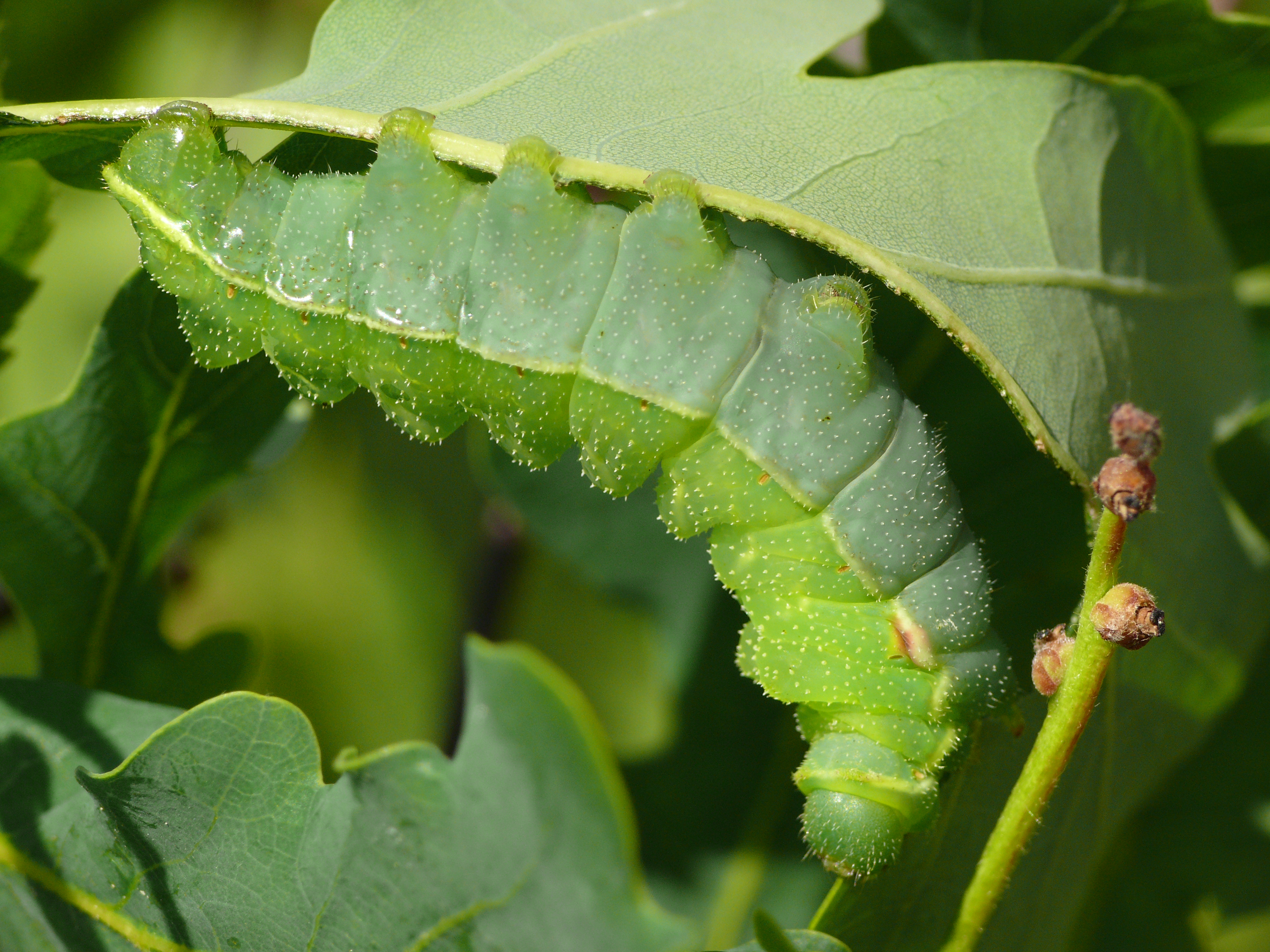
Гусеница последнего возраста
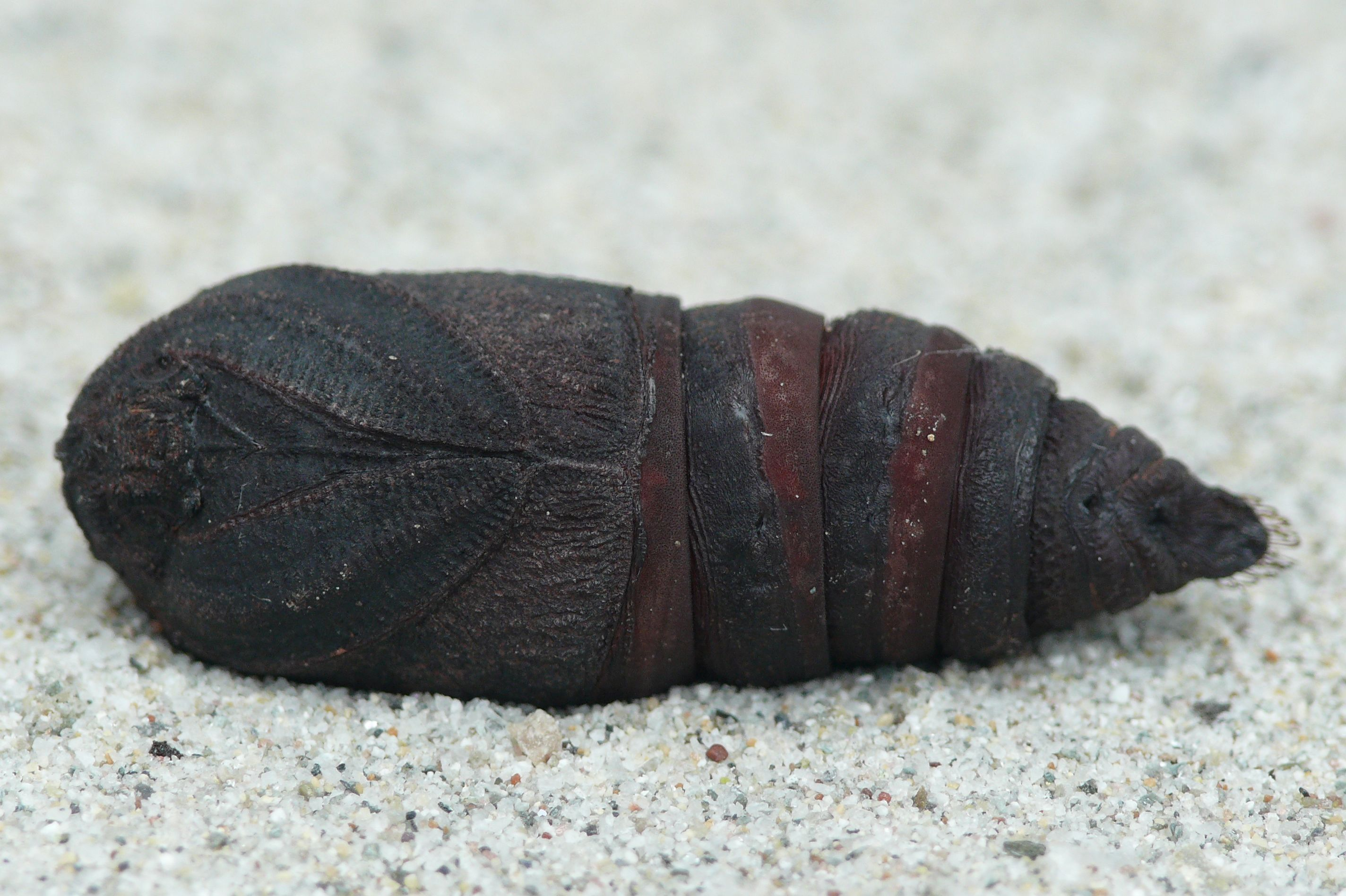
Куколка
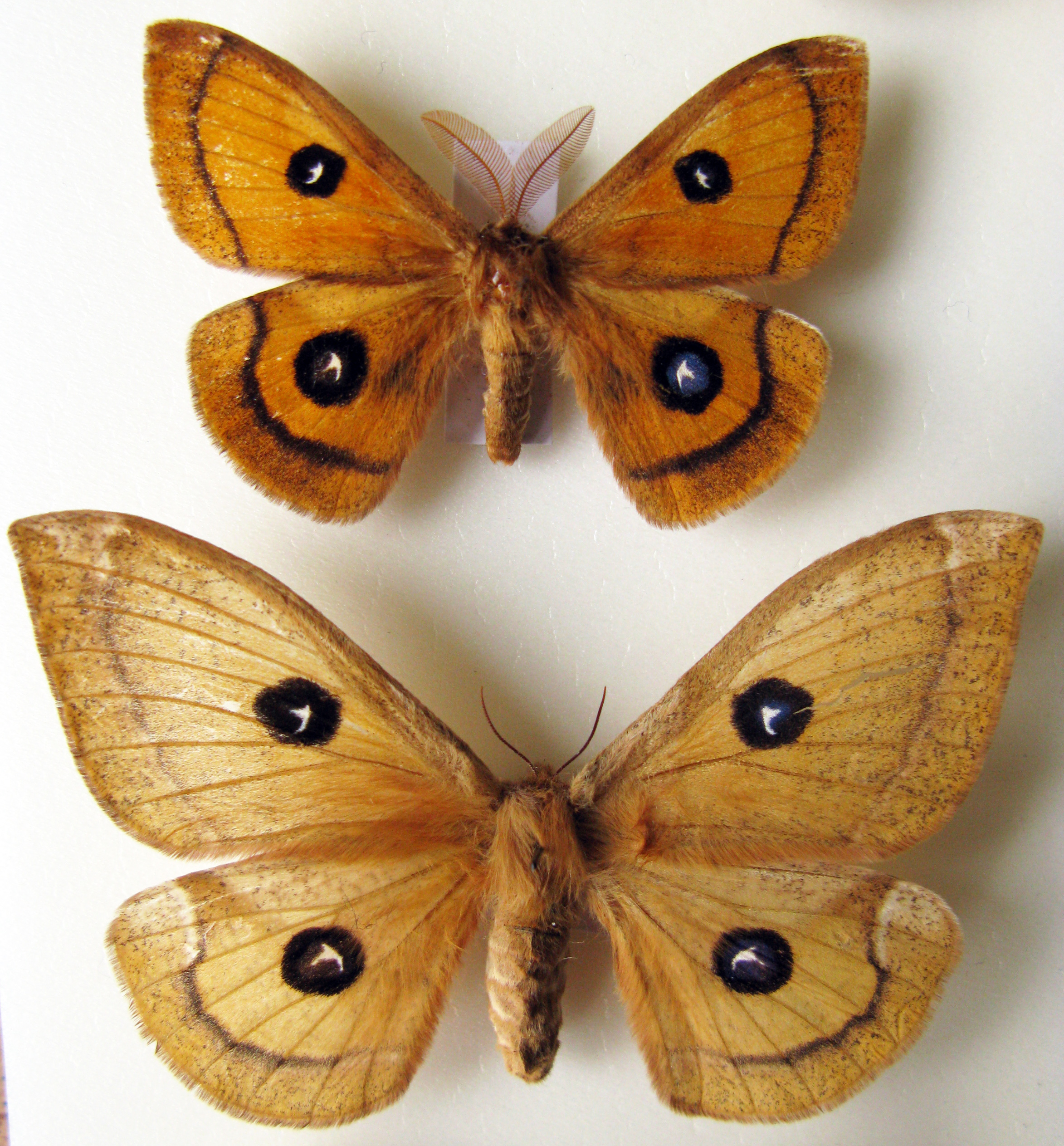
Самец и самка
Ареал вида на территории Европы